# Connie Brück
Connie Margareta Brück, född 27 januari 1944 i Stockholm, är en svensk jurist. Hon är dotter till Constant Brück.
Connie Brück avlade juristexamen vid Stockholms universitet 1969. Hon tjänstgjorde som tingsnotarie vid Stockholms tingsrätt 1969–1972. Hon var assisterande åklagare vid åklagarmyndigheten i Stockholm 1972 och kammaråklagare där 1974. Connie Brück blev advokat och delägare i Berg & Co advokatbyrå 1982. Hon började bedriva egen verksamhet 1986.